# Edith Philips
Pour les articles homonymes, voir Philips (homonymie).
Edith Philips (Boston, 3 novembre 1892 - Chester, 19 juillet 1983) était une femme de lettres et académicienne américaine en littérature française au Goucher College (en) et au Swarthmore College. Elle reçoit une Bourse Guggenheim en 1928.

## Biographie
Sa mère, Mary Durham, était professeur et son père, Jesse E. Philips, instructeur de mathématiques.
Philips obtint la maître en arts au Goucher College en 1913 et un doctorat à la Sorbonne en 1923 En 1928 elle reçut une bourse Guggenheim.

## Œuvre
- Les Réfugiés bonapartistes en Amérique (1815-1830), dissertation, 1923
- Louis Hue Girardin and Nicholas Gouin Dufief and their relations with Thomas Jefferson: an unknown episode of the French emigration in America, Johns Hopkins University Press, 1926
- Poésies françaises 1860–1925, New York: F.S. Crofts and Company, 1926
- The Good Quaker in French Legend, Philadelphia: University of Pennsylvania Press, 1932
- Paris and the Arts, 1851-1896, New York: Cornell University Press, 1971